# 토레 PwC
토레 PwC(스페인어: Torre PwC)는 스페인 마드리드 콰트로 토레스 비즈니스 에어리어 (CTBA)에 있는 고층 빌딩이다. 높이 236m 및 52층 건물이다.

## 개요
2004년에 시공을 하여 2008년에 완공되었다. 같은 CTBA에 같은 해에 완성한 토레 세프사 (250m), 토레 데 크리스탈 (249.5m), 토레 에스파시오 (236m)와 함께 CTBA를 형성하고 있다.
카를로스 루비오 카르바할(Carlos Rubio Carvajal)과 엔리케 알바레스살라 월터(Enrique Álvarez-Sala Walter)가 설계하였으며, 사시르 발레에르모소가 지었다. 이 때문에 원래는 토레 사시르 발레에르모소(Torre Sacyr Vallehermoso)라고 불리었다.
건물 60%의 면적을 호텔 유로스타스 마드리드 타워(Eurostars Madrid Tower)가 사용하고 있다.

## 같이 보기
- 콰트로 토레스 비즈니스 지구
- 유럽의 마천루 목록